# Кузнецкий (Новосибирская область)
Кузнецкий — посёлок в Чулымском районе Новосибирской области. Входит в состав Кабинетного сельсовета.

## География
Площадь посёлка — 35 гектаров.

## История
В 1976 г. Указом Президиума ВС РСФСР посёлок фермы №2 совхоза «Кабинетный» переименован в Кузнецкий.

## Население
| 2002 | 2007 | 2010 |
| ---- | ---- | ---- |
| 277  | ↘262 | ↘221 |

## Инфраструктура
В посёлке по данным на 2007 год функционируют 1 учреждение здравоохранения и 1 учреждение образования.